# Ентоні Оласкуага
Ентоні Оласкуага (нар. 1 січня 1999 року) — американський боксер-професіонал , який виступає в найлегшій вазі, діючий чемпіон світу по версії WBO (2024—н.ч.). Претендент на титули WBA і WBC в першій найлегшій вазі.

## Професіональна кар'єра
Дебютував на профі ринзі 4 вересня 2020 року, здобувши 5 перемог поспіль 8 квітня 2023 року вийшов на бій проти Кенсіро Терадзі за титули WBC та WBA і зазнав першої поразки в кар'єрі. В липні 2024 став чемпіоном світу по версії WBO в найлегшій вазі.
| Спортсмен | Це незавершена стаття про спортсмена. Ви можете допомогти проєкту, виправивши або дописавши її. |